# Jasny
Jasny (russisch Ясный) ist eine Stadt mit 17.363 Einwohnern (Stand 14. Oktober 2010) im äußersten Osten der Oblast Orenburg in der Russischen Föderation. Jasny liegt etwa 500 km von der Gebietshauptstadt Orenburg entfernt. Der Name der Stadt bedeutet im Russischen hell, klar oder auch licht.

## Geschichte

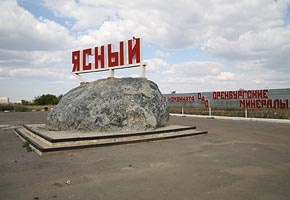
Ortseingang

Die Stadt wurde 1961 gegründet als Standort des „Kijembajewski Bergbau- und Aufbereitungskombinats“ (russisch Киембаевский горнообогатительный комбинат). Das Unternehmen besteht noch heute und ist einer der Hauptarbeitgeber der Stadt. Es wird Asbest im Tagebau gefördert und verarbeitet.

Jasny erhielt 1979 das Stadtrecht. In der Sowjetzeit gab es eine stürmische Entwicklung der Bevölkerungszahl, die von 500 Einwohnern 1959 auf 27.500 im Jahr 1992 gestiegen ist. Seitdem sinkt die Einwohnerzahl allmählich.

### Bevölkerungsentwicklung
| Jahr | Einwohner |
| ---- | --------- |
| 1970 | 15.886    |
| 1979 | 22.947    |
| 1989 | 26.587    |
| 2002 | 18.545    |
| 2010 | 17.363    |

Anmerkung: Volkszählungsdaten

## Wirtschaft und Verkehr
Wirtschaftlich lebt die Stadt vor allem vom Asbestabbau. Außer dem Kiembajewski Bergbau- und Aufbereitungskombinats gibt es noch Orenburgasbest, eine Baumaterialienfabrik, sowie Betriebe aus der Nahrungsmittelindustrie.
Ein kleiner Zweig der Eisenbahn bindet die Stadt an die Großstadt Orsk, etwa 90 km von Jasny entfernt.

## Sehenswürdigkeiten
In der Nähe der Stadt befindet sich der Kamennoje-See (zu deutsch Steinsee), dessen Seeboden aus Granit besteht.

## Raketenstützpunkt
Nahe der Stadt Jasny befindet sich der Stützpunkt Dombarowski der Strategischen Raketentruppen (RWSN) der russischen Streitkräfte mit der zugehörigen geschlossenen Siedlung Komarowski (früherer Deckname Dombarowski-3). Zum Stützpunkt gehören 30 westlich und nördlich der Stadt verteilte Raketensilos für R-36M-Interkontinentalraketen. Von dort wurde zuerst am 22. Dezember 2004 eine R-36M2-Rakete gestartet. Unter der Bezeichnung Kosmodrom Jasny wird der Stützpunkt auch kommerziell genutzt. Der erste Start eines Satelliten erfolgte am 12. Juli 2006, als eine Dnepr-1-Rakete den amerikanischen Satelliten Genesis 1 erfolgreich ins All brachte.